# Samsung Galaxy Note II
Samsung Galaxy Note II (номер моделі: N7100) — інноваційний пристрій (поєднує характеристики як смартфона, так і планшетного комп'ютера) другого покоління лінійки Galaxy Note на базі ОС Android. Уперше був презентований компанією Samsung Electronics 31 серпня 2012 року в рамках виставки IFA 2012 у Берліні (Німеччина). Від свого попередника Samsung Galaxy Note відрізняється потужнішим процесором (чотириядерний замість двоядерного), збільшеним екраном та новими функціональними можливостями.

## Технічні дані

### Апаратне забезпечення

#### Процесор
Samsung Galaxy Note II обладнаний чотириядерним процесором ARM Cortex-A9 на базі чипу Exynos 4212, який споживає на 20 % менше енергії, ніж попередник Exynos 4210, підтримує роздільну здатність WQXGA (2560x1600), має тактову частоту 1.6 ГГц, що збільшило продуктивність та економічність інноваційного пристрою, забезпечило бездоганну швидкодію у режимі багатозадачності, підтримку графіки високої якості та легкий веббраузінг. Оперативна пам'ять Samsung Galaxy Note II — 2 Гб.

#### Дисплей
5,5-дюймовий HD Super AMOLED сенсорний дисплей (1280 x 720) покритий захисним склом Gorilla Glass 2 (характеризується тонкістю та легкістю, захищає екран надійніше за інші матеріали, міцність скла досягається на молекулярному рівні) . Співвідношення сторін 16:9 дозволяє комфортно переглядати на цьому планшеті HD-відео.
Для роботи з Samsung Galaxy Note II використовується smart-ручка S Pen (високоточне електронне перо, яке має підвищену чутливість до сили натиснення). Smart-ручка дозволяє працювати з формулами, також її зручно використовувати у роботі з графікою.

#### Камера
Samsung Galaxy Note II обладнаний двома камерами. Основна (тильна) — 8-мегапіксельна, з LED спалахом, авто фокусом та підсвіткою BSI (технологія зворотної підсвітки, забезпечує покращену якість знімків в умовах поганого освітлення), дозволяє записувати відео якості FullHD (1080p). Фронтальна — 1,9-мегапиксельна VT Camera з підтримкою BSI.

### Операційна системата функціональні особливості
Планшет Samsung Galaxy Note II працює під управлінням ОС Android версії 4.1 (Jelly Bean).

#### Додаткові можливості використання S Pen
У моделі Samsung Galaxy Note II і реалізовані додаткові можливості використання S Pen за допомогою функцій:
Air View — щоб переглянути електронну пошту, нотатки в S Planner, фото- та відеогалереї, достатньо навести smart-ручку на потрібний файл, не відкриваючи його.
При натиску на спеціальну кнопку S Pen smart-ручка розпізнає, який контент на екрані потрібно вирізати чи відредагувати. Функція Easy Clip виділить, а потім виріже цей контент для подальшого збереження, зміни або переміщення.
Photo Notes — дозволяє вручну підписати фото, використовуючи S Pen. Потім цей рукописний підпис можна переслати друзям у форматі JPEG.
Quick Command — швидкий запуск за допомогою S Pen часто використовуваних команд. Командне меню з'явиться після того, як користувач проведе smart-ручкою догори по екрану, утримуючи кнопку S Pen. Таким чином можна швидко відправити електронну пошту, зробити дзвінок або відшукати потрібну адресу.

#### Інші функції Samsung Galaxy Note II
Popup Video — при перегляді відеофайлу згортає його за допомогою однієї кнопки та переміщує у будь-яку частину екрану, при цьому файл продовжує програватися.
Best Faces — дозволяє вибрати найкращий ракурс або найкращий вираз обличчя на груповому фотознімку.
Smart Stay — фронтальна камера, відстежуючи рух очей користувача, дозволяє попередити зниження яскравості та відключення дисплея, доки користувач дивиться на нього.
AllShare — дозволяє підключити до Samsung Galaxy Note II інші пристрої за допомогою Wi-Fi.
S Beam — розширення NFC-функции «Android Beam», дозволяє обмінюватися файлами з іншими користувачами планшетів та смартфонів Samsung з функцією S Beam через Wi-Fi Direct.
ChatON — комунікаційний сервіс, що забезпечує обмін текстовими, голосовими та мультимедійними повідомленнями.

## Огляд пристрою
- Огляд смартфона Galaxy Note II[недоступне посилання з червня 2019]
- Огляд Samsung Galaxy Note II N7100: величезний суперпотужний смартфон
- Огляд Samsung Galaxy Note II [Архівовано 25 грудня 2018 у Wayback Machine.] (англ.)
- Тест Samsung Galaxy Note II: найбільший у світі смартфон (рос.)
- Огляд смартфона Samsung Galaxy Note II [Архівовано 18 жовтня 2012 у Wayback Machine.] (рос.)
- Огляд смартфона Samsung Galaxy Note II
- Огляд смартфона Samsung Galaxy Note II [Архівовано 30 липня 2013 у Wayback Machine.]

## Відео
- ТехноПарк: Samsung Galaxy Note II [Архівовано 25 грудня 2017 у Wayback Machine.]
- Офіційна презентація Samsung Galaxy Note II [Архівовано 23 жовтня 2012 у Wayback Machine.] (англ.)
- Первинний огляд Samsung Galaxy Note 2 [Архівовано 19 жовтня 2012 у Wayback Machine.] (англ.)
- Samsung Galaxy Note 2 — великий і потужний (повний огляд від Droider.ru) [Архівовано 17 березня 2013 у Wayback Machine.] (рос.)